# Schönbach (Greiz)
Schönbach ist ein Ort des Ortsteils Cossengrün/Hohndorf/Schönbach der Stadt Greiz im Landkreis Greiz im Thüringer Vogtland. In Schönbach leben 135 Einwohner in 66 Wohnhäusern.

## Geographie
Schönbach ist ein landwirtschaftlich geprägter Ort im Süden des Landkreises Greiz an der Grenze zum Freistaat Sachsen. Die Flur Schönbach erstreckt sich im Wesentlichen auf einem Höhenrücken zwischen Höllental (Tal des Triebitzbaches) und Rumpelbachtal, zwei Zuflüssen der Weißen Elster.
Der „Katzenstein“ ist mit 451 m ü. NN. höchste Erhebung in der Flur Schönbach.

## Nachbarorte
| Leiningen                                   | Cunsdorf (Ortsteil von Elsterberg)          | Görschnitz (Ortsteil von Elsterberg) |
| Eubenberg                                   | Kompassrose, die auf Nachbargemeinden zeigt | Cossengrün                           |
| Fröbersgrün (Ortsteil von Rosenbach/Vogtl.) |                                             | Steinsdorf (Plauen)                  |

## Geschichte

### Die Anfänge
Laut Abschriften von teils nicht mehr vorhandenen kirchlichen Dokumenten und Chroniken soll ein Ritter „Schonin“ oder „Schöne“ das Gebiet namens Bach in seinen Besitz gebracht haben und somit zum Namensgeber der Siedlung „Schoningbach“ geworden sein. Es wird von einem Stein mit der Inschrift 974 berichtet, was als das Erbauungsjahr des Herrenhauses interpretiert wurde. Dies deckt sich zeitlich mit dem Beginn der Deutschen Ostsiedlung in eroberten slawisch/ wendischen, ehemals germanischen Siedlungsgebieten.
Schönbach fand um 1250 und 1320 urkundliche Erwähnung als Schönbuch, 1356 als Schömpach. Belegt ist die Ersterwähnung 1356 in der weltlichen Chronik, was im Widerspruch steht zum Erbauungsjahr 1288 der Maternuskapelle. Schönbach gehörte spätestens 1350 zum Herrschaftsbereich der Lobdeburg-Elsterberger, es folgten die Vögte von Plauen Haus Plauen und 1370 Vögte und Herren Reuss von Plauen zu Greiz, welche sich zum Reichsfürstengeschlecht Reuß entwickelten.
Schönbach wurde ursprünglich als Angerdorf angelegt. Später erfolgte die Zersiedlung durch Anlage weiterer zentraler und dezentraler Güter und Häuslergebäude, wobei viele der ursprünglichen zentralen ortsprägenden Teiche verschüttet und bebaut wurden.
Der erste Schulbetrieb in Schönbach ist aus dem Jahre 1543 überliefert, ein Schulgebäude existierte seit 1602, der Schulbetrieb in Schönbach wurde 1964 eingestellt.

### Pfarrei Schönbach
Zur Pfarrei Schönbach gehören die Orte Cunsdorf, Cossengrün und Schönbach.
Laut Weiheurkunde der St. Johanniskirche Plauen von 1122 befand sich die Flur Schönbach an der nördlichen Grenze deren Pfarrsprengels und somit des Dobnagau. Ab 1225 pfarrte Schönbach in die lobdeburgischen Probstei Elsterberg.
Die Kirchenchronik berichtet vom Erbauungsjahr 1288 der Maternuskapelle in Schönbach, was aus bischöflicher Stiftungsurkunde des Bistumes Naumburg zu entnehmen war.
Vermutlich wegen stetig wachsender Bevölkerung im Gebiet, begründet durch die einsetzende Ostkolonisation wurde nach 1325 die selbstständige Pfarrei Schönbach gebildet.
Nach der 1354 erfolgten Zerstörung von Burg und Siedlung Elsterberg im Vogtländischen Krieg soll die Elsterberger Parochie zeitweise von „Schloss Schönbach“ aus verwaltet worden sein.
Als Besitzer von Schloss Schönbach kann Conrad von Reizenstein angesehen werden, von dessen Enthauptung infolge der Niederlage der Lobdeburg-Elsterberger berichtet wird. Er gehörte wohl zu den „12 hingerichteten Landfriedensbrechern“. Wenig später, wird in Chroniken berichtet, gab die Witwe des Conrad von Reizenstein ihren Besitz zur Ausstattung einer Parochie, wodurch das Schönbacher Rittergut zum Pfarrgut wurde.
Im Jahr 1378 wurde eine „Abtei“ Schönbach in einer Urkunde des Bischofs Wittigo von Naumburg bestätigt. Sie bestand aus der ursprünglichen Pfarrei Schönbach und den Filialen Pöllwitz (Kapelle ersterwähnt 1340), Syrau (Kapelle erbaut 1370), Fröbersgrün mit Bernsgrün (Kapelle erbaut 1372) und Dobia mit Arnsgrün (Kapelle erbaut 1374). Die Abtei Schönbach besaß neben den Landesherren grundherrliche Rechte (keine Blutgerichtsbarkeit). Es waren ein Abt und drei Kapläne tätig. Im Zuge der Reformation wurde die Abtei aufgelöst und ein Pfarrgut gebildet. Der erste protestantische Pfarrer wurde 1536 eingesetzt.
In den Jahren 1702 bis 1707 wurde das jetzige Pfarrhaus neu errichtet.
Das jetzige Kirchgebäude wurde 1744 fertiggestellt. Die alte Kirche im Gottesacker war stark baufällig und wurde in den Folgejahren abgetragen.
Aus dem Jahre 1872 wird von einem Kirchturmbrand, ausgelöst durch Blitzschlag berichtet, der die Turmspitze zerstörte.

### Kriege
Während der Hussitenkriege im Jahre 1430 brandschatzten auf die Stadt Plauen vorrückende Truppen auch die Ortschaft Schönbach. Kirche und Pfarrei wurden dabei zerstört. Zwei katholische Kapläne überlebten nur, weil sie sich tagelang an einer Quelle im Pfarrwald versteckten, die aus diesem Grunde bis heute „Heiligsbrunnen“ genannt wird.
Im Dreißigjährigen Krieg wurde die Gegend 1632 von durchziehenden marodierenden Holk’schen Truppen geplündert.

### Bergbau
Die Pfarrei Schönbach betrieb gemeinsam mit den Nachbarorten Steinsdorf (Plauen) und Fröbersgrün im Rumpel (am „Rumpöhlbach“, heute Rummpelbach) ein Bergwerk zur Förderung von Eisenerz. Das ehemalige Bergbaugebiet mit seiner rostfarbenen Erde nennt man heute „Eisengraben“. Das zugehörige Hammerwerk wurde 1634 von schwedischen Truppen im Dreißigjährigen Krieg zerstört. Bereits 1632 wurde die Gegend von durchziehenden marodierenden Holk’schen Truppen geplündert. 1857 gab es nochmals Bestrebungen ein neues Bergwerk zu gründen, die Pläne wurden allerdings wegen zu geringer Ergiebigkeit aufgegeben.

### Neuzeit
Um 1850 bestand der Ort aus 18 Gehöften (mit einer Größe von 10 bis 30 Hektar Grundbesitz), dem Pfarrgut sowie der außerorts gelegenen Taubert’schen Mühle, der Kölbelmühle sowie dem Gasthof „Reußischer Hof“ – in der Region besser bekannt als das „Drei-Mädle-Haus“. Schönbach hatte im Jahr 1864 58 Häuser, in denen 387 Menschen wohnten. Ende des 19. Jh. wurden im Ort fünf Wirtshäuser betrieben: „Zur Sonne“, „Zur Kölbelmühle“, „Zur Post“, „Reußischer Hof“ und Schweizerhaus. Davon blieb lediglich das Schweizerhaus erhalten. Anfänglichen Plänen zufolge sollte die jetzige Elstertalbahn durch die Flur Schönbach und im Rumpelbachtal entlangführen und die sich bildenden Industrieschwerpunkte Gera, Greiz, Elsterberg, Plauen verbinden. Im März 1910 wurde Schönbach an das Elektrizitätsnetz der Stadt Plauen angeschlossen, bereits 1909 wurde in der 1898 gegründete Posthilfsstelle das erste Telefon installiert. 1912 wurde die erste öffentliche Fernsprechstelle eingerichtet.
Schönbach gehörte bis zur Revolution 1918 zum Fürstentum Reuß ältere Linie, welches sich 1918 mit Reuß jüngerer Linie zum Volksstaat Reuß vereinigte und 1920 im Land Thüringen aufging. Im April 1945 erreichten im Verlauf der Kriegshandlungen des Zweiten Weltkriegs amerikanische Truppen die vogtländische Region. Aufgrund der Vereinbarungen der Konferenz von Jalta räumten die amerikanischen Truppen das Land am 3. Juli 1945. Es wurde Teil der Sowjetischen Besatzungszone Deutschlands, aus der am 7. Oktober 1949 die DDR hervorging. Am 1. Juli 1950 wurde Schönbach in die Gemeinde Cossengrün eingegliedert. Am 1. Januar 1956 wurde der Ort wieder ausgegliedert und erlangte somit seine Selbstständigkeit zurück.

### Wiedervereinigung
Am Tag der Deutschen Einheit, dem 3. Oktober 1990, wurde auf dem Lindenberg, dem Standort des Schönbacher Wappenbaumes und ehemaliger Gerichtsort, ein junger Lindenbaum gesetzt. Sein Vorgänger war in den 1960er Jahren abgestorben, nachdem Mitglieder der Hitlerjugend 1944 in dem hohlen Stamm Feuer legten.
Die Neubildung der ostdeutschen Bundesländer im Zuge der Deutschen Wiedervereinigung 1990 veranlasste Schönbacher Bürger, zusammen mit Nachbargemeinden einen Länderwechsel zum Freistaat Sachsen anzustreben. Dem Wunsch der Bürger der bis 1952 sächsischen Stadt Elsterberg und der Gemeinden Cunsdorf und Görschnitz zum Wechsel nach Sachsen wurde 1992 zugestimmt; der Wechsel der Gemeinden Schönbach und Cossengrün wurde von der Thüringer Landesregierung dagegen abgelehnt. Sie bestand hier auf den Erhalt der Grenzen des ehemaligen Fürstentums Reuß älterer Linie in der Form von 1370. So entstand eine Thüringer Landzunge, an drei Seiten umschlossen vom sächsischen Vogtlandkreis, ohne Straßenanbindung an das „Thüringer Kernland“ und abgeschnitten vom bis dahin existierenden „Gemeindeverband Elsterberg“.

### Gegenwart
Am 1. Juli 1999 wurde die Gemeinde Schönbach ein Ortsteil der neu gegründeten Gemeinde Vogtländisches Oberland. Mit Auflösung der Gemeinde Vogtländisches Oberland wurden deren Ortsteile Schönbach, Cossengrün und Hohndorf am 31. Dezember 2012 in die Stadt Greiz eingegliedert.
Im Jahre 1997 wurde das neu gebaute Feuerwehrhaus eingeweiht. Im gleichen Jahr wurde auch der Dorf- und Feuerwehrverein Schönbach e. V. gegründet.

## Verkehr
Die verkehrstechnische Anbindung Schönbachs erfolgt heute überwiegend über die B 92 Greiz–Plauen. Die Hauptstrasse im Rumpelbachtal wurde 1854 eröffnet und landläufig als „Chaussee“ bezeichnet.
Vor Errichtung der B 92 erfolgte die Anbindung Schönbachs an das Straßennetz über die Lindengasse durch das Rumpelbachtal an die alte Salzstraße, an der östlichen Grenze der Gemarkung Schönbach, welche in Überlieferungen auch als Plauische Straße benannt wird.
Die Salzstraße führte von den Salinen im Raum Halle über Elsterberg, Görschnitzberg, Görschnitz, Steinsdorf, Plauen, Hof. In der Gemarkung Elsterberg wurde dieser Weg als Heerstraße überliefert und verlief vom Görschnitzberg herab kommend, die Elster an der sogenannten „Dreh“ überquerend, den heutigen Raasweg hinauf, der sogenannten Tunnelleithe entlang um dann die ehemalige Stadtmauer über die Hohndorfer Straße in Richtung Wesnitz Berg zu umgehen. Aus Sicherheitsgründen legte man seinerzeit derartige Wege auf den Höhen und nicht in den sumpfigen unübersichtlichen Tälern an.
Ein als „Landsteig“ bekannter Handelsweg durchquerte die Ortslage Schönbach von Steinsdorf kommend, er führt durch den „Rumpel“, über den „Lindenweg“ (Lindenberg) und führte durch Cunsdorfer Flur weiter zur Steinermühle. Dieser Steig durfte laut mündlicher Überlieferung nur zu Fuß, per Pferd oder mit einspurigem Gefährt benutzt werden.
Im vier Kilometer entfernten Tal der Weißen Elster verläuft die am 8. September 1875 in Betrieb genommene Elstertalbahn.

## Kultur und Sehenswürdigkeiten
- Alljährlich findet am zweiten Juliwochenende des Jahres das traditionelle Feuerwehrfest statt.
- Seit 2011 organisieren und feiern sieben Vereine der Orte Cunsdorf, Cossengrün und Schönbach mit der Kirchgemeinde Schönbach das Erntefest. Die Erlöse dienen der anstehenden Sanierung des Kirchgebäudes.
- Am 30. April jeden Jahres wird ein frischer Maibaum gestellt und an der Linde ein „Hexenfeuer“ entzündet.

## Persönlichkeiten die in Schönbach gelebt haben
- Hermann Spörl
- Andreas Klotsch, deutscher Schriftsteller 1951–1957
- Angelika Bahmann, Vater war Besitzer der Kölbelmühle während der NS-Zeit